# ربات‌های توییتر
یک ربات توییتر یک نوع ربات شبکهُ اجتماعی است که کنترل حساب توییتر را از طریق API توییتر به دست می‌گیرد. ربات ممکن است اقدامات مستقلی را مانند انتشار توییت، باز نشر توییت، درج علاقه‌مندی، دنبال کردن، لغو دنبال کردن و ارسال پیام مستقیم به حساب‌های دیگر را انجام دهد. یکی از استفاده‌های نامناسب از ربات‌های توییتری؛ خودکارسازی کامل فعالیت‌های یک حساب کاربری توییتر است به طوری که کلیه فعالیت‌های آن حساب بر اساس قواعد از پیش تعیین شده‌ای صورت پذیرد. از جمله استفاده‌های مناسب از ربات‌های توییتری انتشار خودکار اطلاعات مفید، تولید خودکار محتوای جالب و محتوای خلاقانه و ارسال پیام خودکار به صورت مستقیم برای دیگر کاربران توییتر است. استفاده نامناسب از ربات‌های توییتری شامل محدود کردن API، نقض حریم خصوصی کاربر یا هَرزه نگاری می‌شود،

## ویژگی‌های یک حساب کاربری که با ربات اداره می‌شود
گاهی اوقات لازم است تا تشخیص داده‌شود یک حساب توییتر توسط ربات کنترل می‌شود یا خیر. گروهی از کاربران در مقاله‌ای معیارهای زیر را برای تشخیص اینکه آیا یک حساب کاربری توسط ربات اداره می‌شود؛ ارائه کرده‌اند.
- توییت‌ها به صورت کاملاً منظم و به صورت زمانبندی شده منتشر می‌شوند.
- محتوای توییت شامل هرزه نگاری‌های شناخته شده‌است.
- نسبت توییت‌هایی که از رایانه رومیزی منتشر می‌شوند در مقابل توییت‌هایی که از تلفن همراه منتشر می‌شوند در مقایسه با حساب‌های کاربری انسانی تفاوت زیادی داشته باشد.

تحقیقات نشان می‌دهد که انسان می‌تواند به عنوان یک منبع معتبر برای تشخیص ربات‌های توییتری باشد.

## نمونه‌ها
ربات‌های توییتری زیادی وجود دارند که اهداف هر کدام با دیگری متفاوت است. برخی از رباتها توییت‌های مفیدی منتشر می‌کنند مثل @EarthquakesSF (توضیحات بیشتر در پایین). در مجموع ربات‌های توییتری تولیدکننده حدود ۲۴٪ از محتوای توییتر هستند. در اینجا نمونه‌هایی از برخی ربات‌های توییتری و نحوه تعامل آنها با کاربران در توییتر را بیان می‌کنیم.
@Betelgeuse_3(سوسک) توییت خودکاری در پاسخ به توییت‌هایی می‌فرستند که شامل کلمات "Beetlejuice ,beetlejuice و beetlejuice" باشند. تاین توییت شامل صدای شخصیت سرب در فیلم Beetlejuice است.
@CongressEdits هر وقت کسی صفحه ویکی‌پدیا کنگره آمریکا را ویرایش کند؛ IP آن کاربر را توییت می‌کند.

@parliamentedits هر وقت کسی صفحه ویکی‌پدیا کنگره آمریکا را ویرایش کند؛ IP آن کاربر را توییت می‌کند.
@CrowdfundedKill یک حساب توییتر برای اعلام وبسایت‌های جعلی است.
@DBZNappa در پاسخ به هر توییتی که شامل عبارت «over 9000» باشد یک توییت با متن «WHAT!? NINE THOUSAND?» ارسال می‌کرد. این حساب کاربری در سال ۲۰۱۱ میلادی شروع به کار کرد و در سال ۲۰۱۵ میلادی به حالت تعلیق درآمد. به احتمال زیاد این این ربات قربانی موفقیت بیش از اندازه خود واقع شده‌است.
@DearAssistant توییت‌های خودکار با استفاده از ولفرام آلفا در پاسخ به توییت‌های دیگران می‌فرستد که شامل سوالات پیچیده به زبان ساده انگلیسی هستند.

## تأثیرات
شناسایی کاربران غیرانسانی (ربات‌ها) در توییتر یکی از علاقه‌مندی‌های دانشگاهیان است. دانشگاه ایندیانا در حال توسعه یک سرویس رایگان به نام BotOrNot است که به حساب‌های کاربری توییتر بر اساس آنکه چقدر احتمال دارد که ربات باشند یا خیر نمره می‌دهد. یک مطالعه مهم دانشگاهی تخمین زده‌است که تا ۱۵ درصد از کاربران توییتر توسط ربات‌های توییتری فعالیت می‌کنند. شیوع ربات‌های توییتر همراه با توانایی بعضی از ربات‌ها برای پاسخ گویی به شکل انسانی این حساب‌های غیرانسانی را برای تأثیرگذاری گسترده آماده کرده‌است.

### سیاسی
یک زیر مجموعه از ربات‌های توییتری برنامه‌ریزی شده نقش مهمی در انتخابات ریاست جمهوری ۲۰۱۶ آمریکا داشته‌اند. .

### تأثیرات مثبت
بسیاری از ربات‌های غیر مخرب برای سرگرمی مورد استفاده قرار می‌گیرند. با این حال فناوری و خلاقیت سازندگان ربات‌های توییتری در حال بهبود است.